# Yanvalou
Yanvalou é um gênero musical originário do Haiti. Seu nome significa "súplica".
O Yanvalou é executado durante os rituais vodus. A dança é caracterizada pelas mãos serem colocados nos joelhos ou coxas, e apresentam diversas variações: Yanvalou debut (na vertical), Yanvalou dos bas (agachando), Yanvalou z'epaules (uma "dança de ombros"), etc.